# Гандольфи, Хавьер
Хавьер Марсело Гандольфи (исп. Javier Marcelo Gandolfi; род. 5 декабря 1980 или 12 декабря 1980, Сан-Лоренсо, Санта-Фе) — аргентинский футболист, защитник; тренер.
Рекордсмен «Тихуаны» по количеству проведённых матчей.

## Карьера
Выпускник футбольной академии «Ривер Плейта». 31 октября 1998 года в матче против «Химнасии Ла-Плата» дебютировал в аргентинской Примере. Хавьер не смог завоевать место в основном составе, поэтому следующего шанса ему пришлось ждать два с половиной года, до сезона Клаусуры 2001. В 2001 году Гандольфи дебютировал в Кубке Либертадорес, где вместе с командой дошёл до 1/4 финала.
Сезон Клаусуры 2003 года Гандольфи провёл в составе клуба «Тальерес» на правах аренды. 9 марта в матче против «Ньюэллс Олд Бойз» забил свой первый мяч в высшем дивизионе. Во время летнего трансферного окна перешёл в «Арсенал» из Саранди на правах аренды. После года в составе «пушкарей» Гандольфи вернулся в «Ривер Плейт», за который отыграл сезон. В 2006 году Гандольфи перешёл в «Арсенал» на постоянной основе. В 2007 году в составе «пушкарей» он завоевал Южноамериканский кубок.
В начале 2009 года соотечественник Гандольфи тренер мексиканского «Хагуарес Чьяпас» Мигель Бриндиси пригласил Хавьера выступать за свою команду. 18 января в матче против «Атласа» Гандольфи дебютировал в мексиканской Примере. 10 мая в поединке против «Крус Асуль» забил свой первый гол и помог команде добиться ничьей.
Летом 2010 года Гандольфи был отдан в аренду клубу «Тихуана». 19 июля в матче против «Леонес Негрос» дебютировал в Лиге Ассенсо. Как и в «Чьяпас», в новой команде Хавьер быстро стал основным футболистом и был удостоен капитанской повязки. 18 октября в поединке против «Ирапуато» он забил свой первый гол за клуб. В 2011 году «Тихуана» выиграла Лигу Ассенсо и вышла в Примеру. После выхода в высший дивизион руководство клуба выкупило трансфер Гандольфи, подписав с ним контракт на постоянной основе. В 2012 году Хавьер в составе «Тихуаны» выиграл Аперутру 2012, это успех стал первым как для футболиста, так и для клуба. В составе клуба Гандольфи провёл более 200 матчей и является рекордсменом клуба по количеству игр.
Летом 2016 года Гандольфи вернулся на родину, где подписал контракт с клубом «Тальерес». 27 августа в матче против «Расинга» из Авельянеды дебютировал за новую команду.

## Достижения
Командные
 «Арсенал» (Саранди)
- Обладатель Южноамериканского кубка (1): 2007

 «Тихуана»
- Чемпионат Мексики по футболу — Апертура 2012